# المياه على المريخ

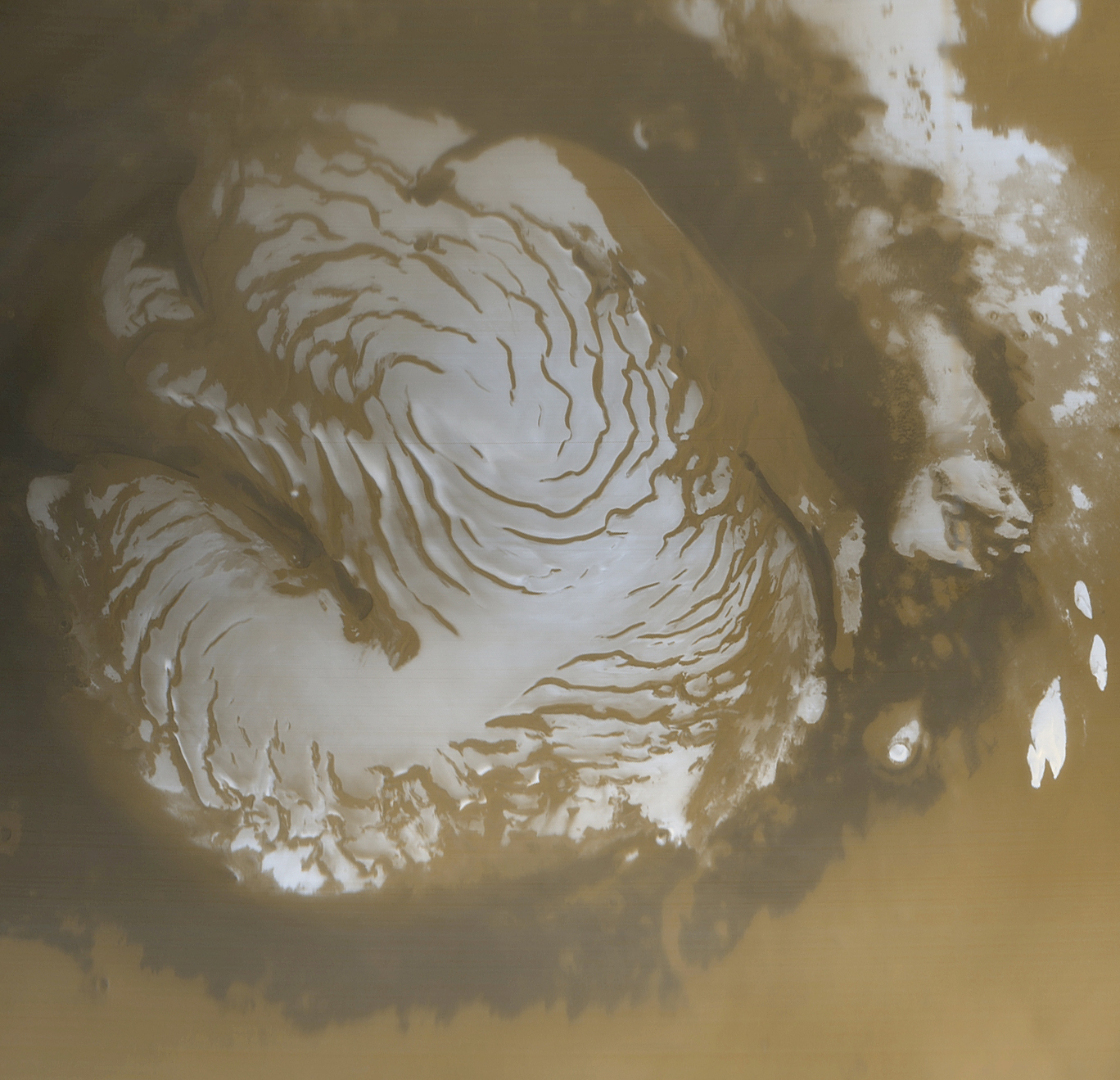
الغطاء القطبي الشمالي

توجد المياه على سطح كوكب المريخ في صورة جليد غالبا، ويمثل الغطاءان الجليديان في القطب الشمالي والجنوبي للكوكب معظم الجليد الموجود على السطح، ويوجد أيضا بعض الجليد في صخور القشرة المريخية، كما توجد نسبة ضئيلة من بخار الماء في الغلاف الجوي للكوكب، وفي يوم 29 سبتمبر 2015 أعلنت وكالة ناسا للفضاء رسميا عن وجود مياه سائلة مالحة متدفقة على سطحه.
يرجع وجود الماء في صورة جليدية إلى الظروف المناخية لكوكب المريخ حيث درجات الحرارة المنخفضة جدا، التي تؤدي إلى تجمد المياه الفوري، ومع ذلك فقد أكدت الدراسات ان الوضع على سطح كوكب المريخ كان مختلفا كثيرا عما هو عليه الآن ولربما كان يشبه كوكب الأرض حيث كانت توجد المياه السائلة في مساحات كبيرة من سطح الكوكب مشكلة محيطات مثل المحيطات الموجودة الآن على سطح الأرض.
توجد الكثير من الدلائل المباشرة وغير المباشرة على هذه النظرية منها التحليلات الطيفية لسطح تربة المريخ وأيضا الغطائين القطبيين الجليديين وأيضا وجود الكثير من المعادن في قشرة المريخ والتي أرتبط وجودها على سطح الأرض بوجود المياه، ومنها أوكسيد الحديد هيماتيت وأوكسيد الكبريت ، و السلفات والجوثايت goethite ومركبات السيليكا phyllosilicate .

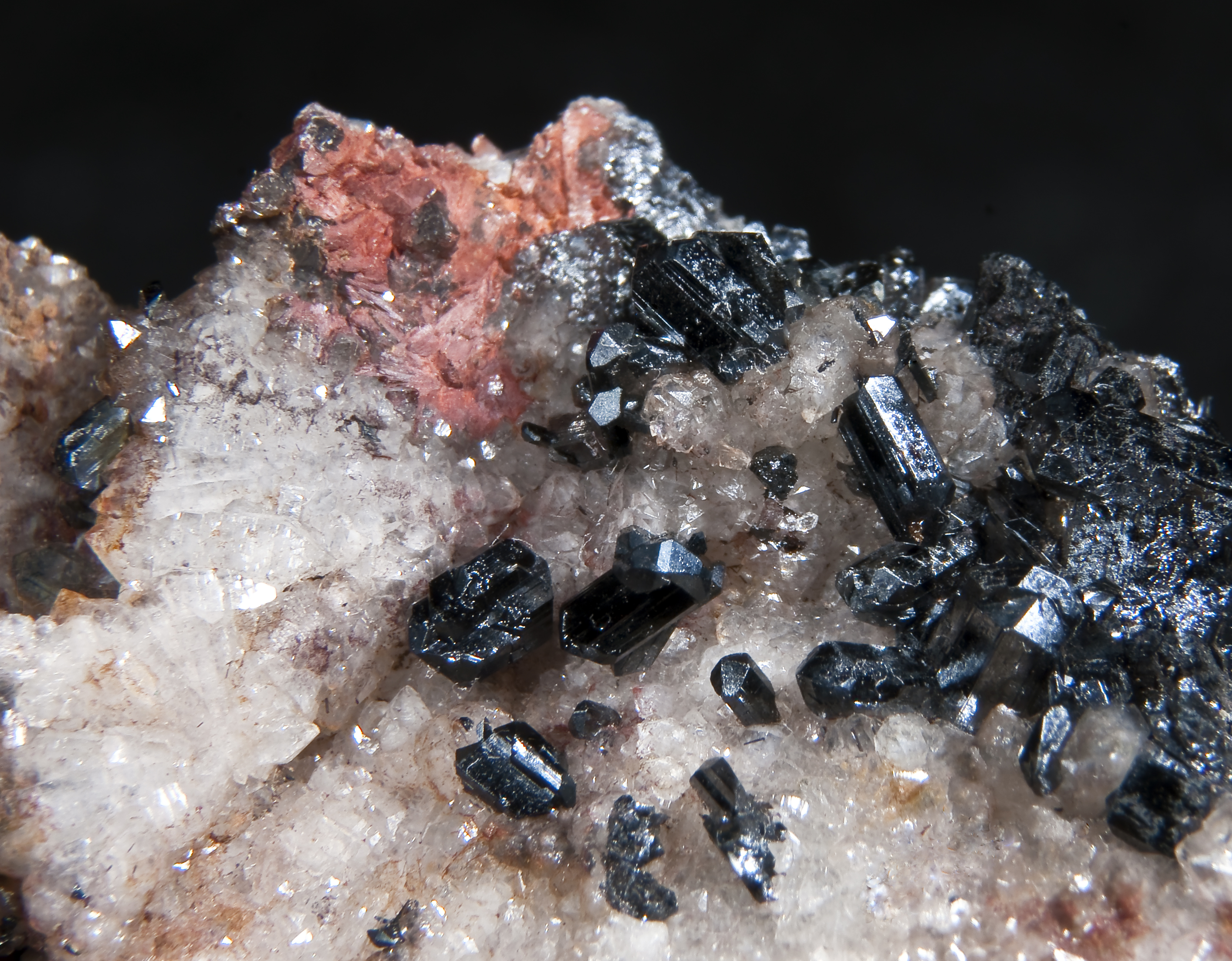
إحد صخور الجوثايت في انجلترا

لقد ساعدت كثيرا مركبات ورحلات الفضاء غير المأهولة إلى المريخ في دراسة سطح الكوكب وتحليل تربته وغلافه الجوي، ومن أكثر المركبات التي ساعدت على ذلك مركبة «مستطلع المريخ المداري mars reconnaissance orbiter» على تصوير سطح المريخ بدقة عالية وتحليل سطح الكوكب بفضل وجود كاميرا عالية الجودة HiRISE كما كشفت عن فوهات البراكين المتآكلة ومجاري الأنهار الجافة والأنهار الجليدية.
كما كشفت الدراسات الطيفية بأشعة غاما عن وجود الجليد تحت سطح تربة المريخ أيضا، وكشفت الدراسات بالرادار عن وجود الجليد النقي في التشكيلات التي يعتقد أنها كانت أنهار جليدية قديمة، حيث أن المركبة الفضائية «العنقاء phoenix» التي هبطت قرب القطب الشمالي ورأت الجليد وهو يذوب الجليد، وشهدت تساقط الثلوج، ورأت حتى قطرات من الماء السائل.
يعتقد أن المريخ كان يحتوي على كميات وفيرة من المياه والتي سقطت في الماضي عن طريق الثلوج والأمطار، وصنعت أنهاراً وبحيرات ومحيطات وترسبت نتيجة ذلك كميات كبيرة من الطمى. ومن المحتمل ان تكون قد وجدت حياة على سطح المريخ، ومع إن درجة الحرارة على سطح المريخ منخفضة جدا فمازال بالإمكان تواجد المياه في صورة سائلة إذا وجدت أملاح وبالفعل توجد هناك أملاح على سطح الكوكب.

## مركبات الفضاء واكتشافات المياه

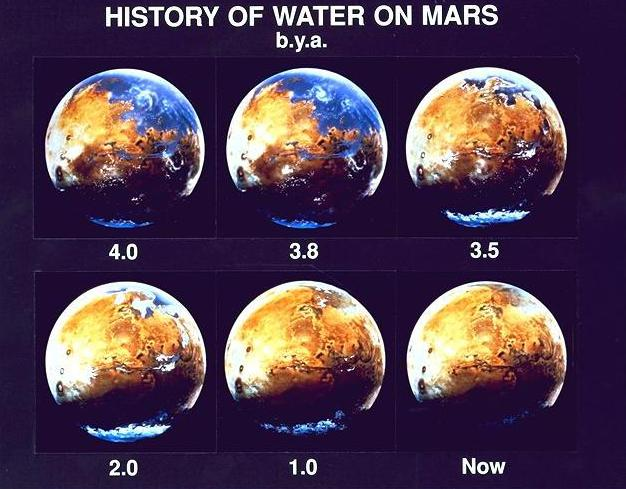
توزيع المياه على سطح المريخ منذ 4 مليون عام

كشفت مركبة الفضاء «البحّار 9 أو Mariner 9» عن أكبر سلسلة من القنوات الجافة ومجاري الأنهار وتم تسميته «وادي البحّار» أو "valles marineris"
باللاتينية، وهو عبارة عن نظام من القنوات يمتد على طول 4000 كم طولا و200 كم عرضا ويعتبر من أكبر أنظمة القنوات المائية في النظام الشمسي بعد «الوادي المتصدع» في شرق قارة أفريقيا.
وتمكنت مركبتي «فايكينج Viking» من تصوير العديد من صور وجود المياه على سطح المريخ، فقد كشفت عن وجود آثار لأنهار عميقة ومياه أخترقت السدود الطبيعية وفوهات براكين تآكلت بفعل المياة، ووجدت في جنوب كوكب المريخ وديان متفرعة لأنهار جافة قد تكون دليلا على وجود أمطار سابقة.

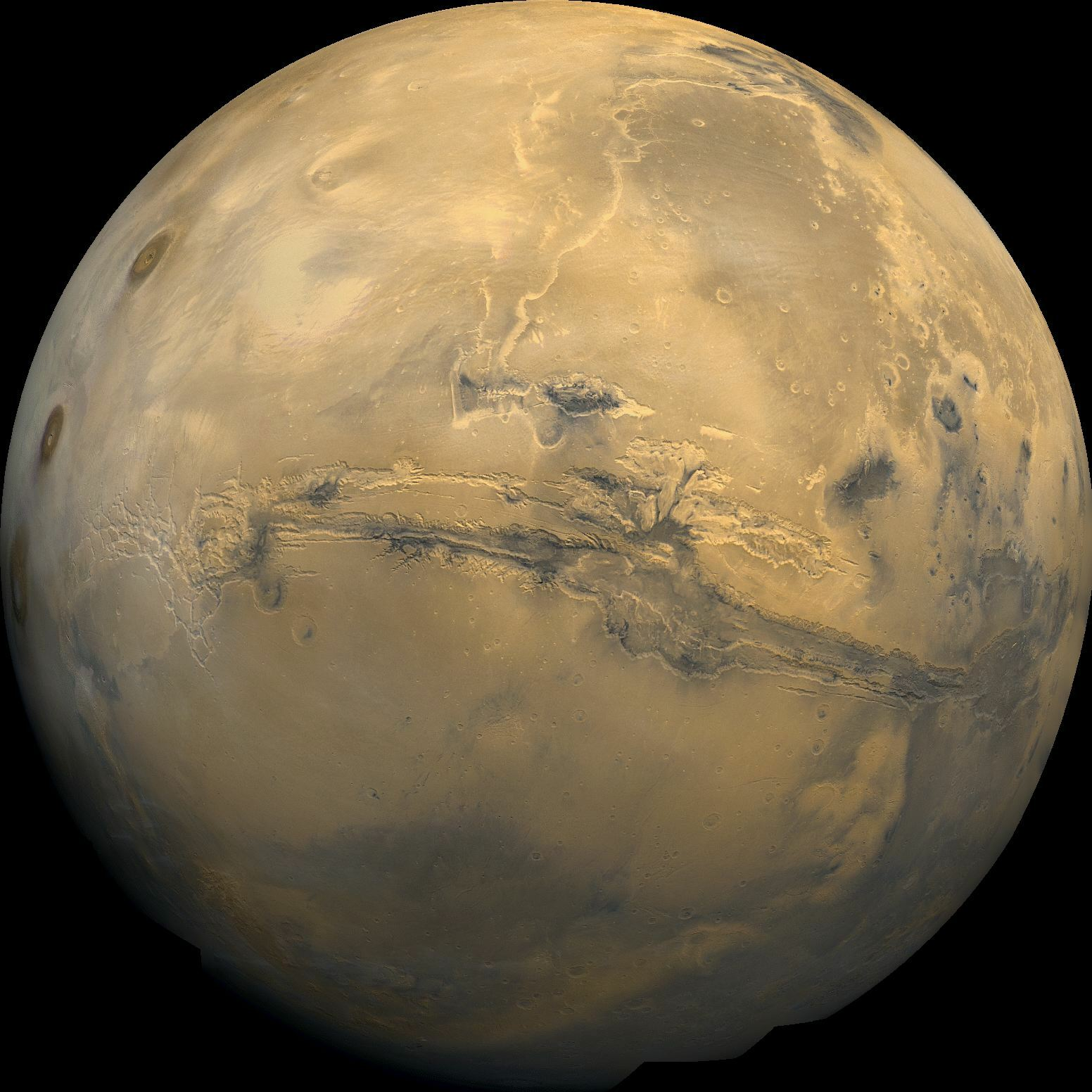
وادي البحّار valles marineris مصور عن طريق مركبة الفضاء viking 1

كل العينات التي تم تحليلها بمحلل الطيف "gas chromatograph-mass spectrometer GCMS" كشفت عن وجود مياه وبنسبة حوالي 1% . كما كشفت عن وجود الكبريت وأوكسيد الكلور وهي مواد توقع العلماء انها ترسبت بعد تبخر المياه الموجودة في البحار المريخية.
- المركبة«ماسح المريخ الشامل mars global surveyor» كشفت عن وجود مساحة كبيرة-30 ألف كيلومتر مربع- من أحجار الolivine وهي مركبات من الماغنسيوم والحديد والسيليكا والتي تتحول بسهولة في المياه -إذا وجدت- إلى مركبات أخرى منها الجوثايت goethite وأكاسيد الحديد hematite ووجود ال olivine في هذا الشكل بدون تغيير معناه إن هذه المناطق ظلت جافة لفترات طويلة جدا ولم توجد بها مياه.
- مركبة «مستكشف المريخ mars pathfinder» قاست درجات الحرارة على سطح المريخ والتي بلغت في اقصاها في المنطقة التي هبطت فيها -8 درجة مئوية وفي أدناها -78 درجة مئوية وهي درجات حرارة لا تسمح بوجود الماء السائل إلا إذا وجدت الأملاح معه، كما قاست المركبة الضغط الجوي وأكتشفت عن وجود حدين أدنيين وحدين أقصيين للضغط الجوي وبلغ في المتوسط 6.75 ميللي بار أما على الأرض فهو 1000 ميللي بار.
- المركبة «مارس أوديسي Mars Odyssey» كشفت عن طريق محلل الطيف بأشعة غاما "Gamma ray spectrometer" عن وجود كميات ضخمة من المياه تحت سطح المريخ.

وعند القطبين كل كيلوجرام من التربة به 500 جرام ماء لكن عند خط الاستواء يمثل الماء من 5 ال 10 بالمائة فقط.

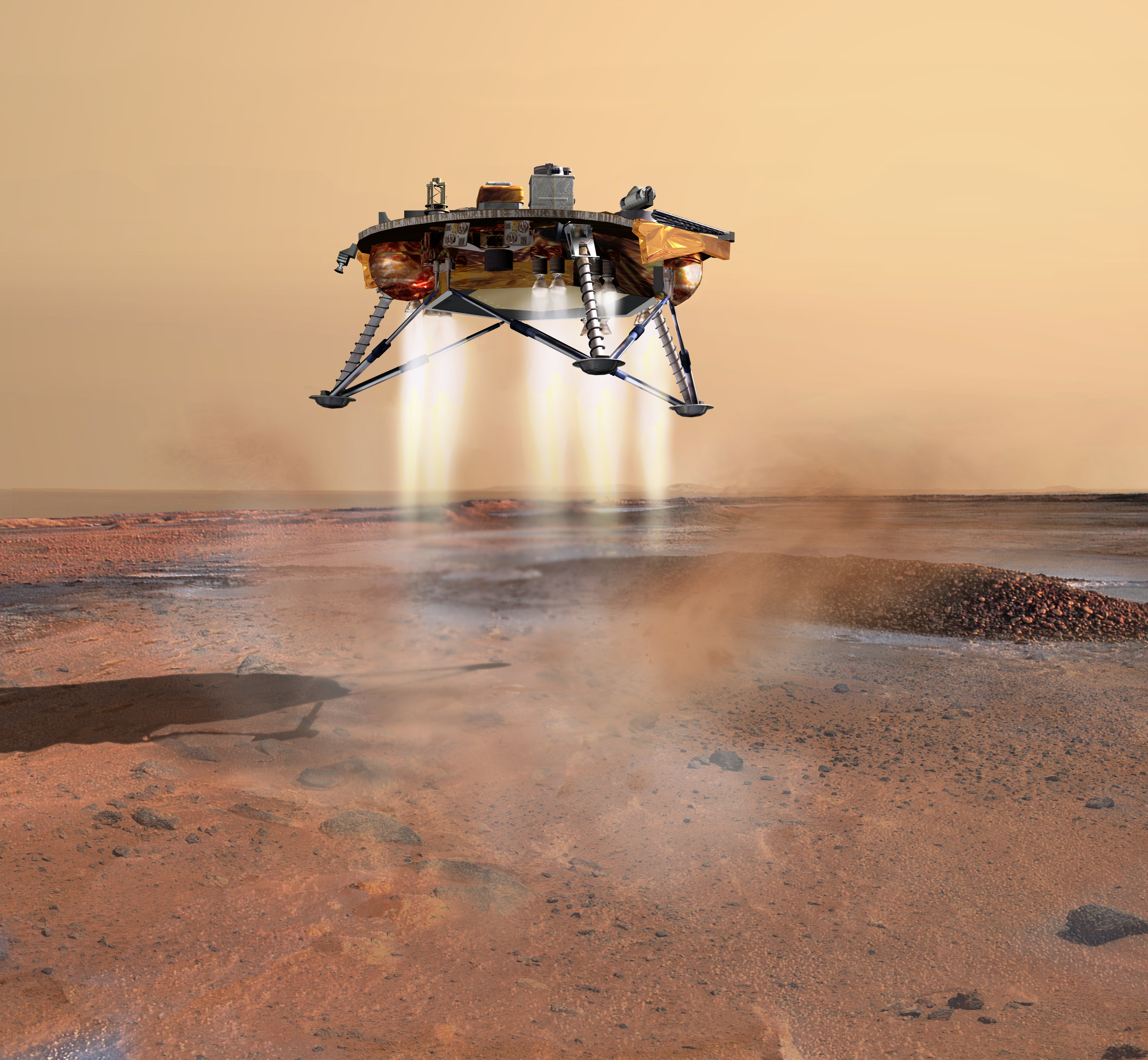
تصور فنان لمركبة العنقاء phoenix mars lander أثناء هبوطها على سطح المريخ

- مركبة «العنقاء» أكدت وجود مياه قرب القطب الشمالي للمريخ، وبالطبع كان متوقع وجودها عن طريق التصوير بأشعة غاما الذي قامت به المركبة «مارس أوديسي» لكن العنقاء هي أول من أكدت وجود هذه المياه عن طريق التحليل المباشر للتربة بعد الحفر فيها عن طريق ذراعها الآلي الذي يبلغ طوله أكثر من مترين، وتم الكشف عن هذه النتائج في عام 2008.
- المركبتين " "spiritوopportunity" ساعدا كثيرا في تاكيد وجود المياه على المريخ، حيث تم توجيهها إلى أهداف معينة لدراستها وتحديد نسبة المياه فيها.
- الكاميرا HiRISE الموجودة في المركبة «مستطلع المريخ المداريmars reconnaissance orbiter» والعالية الجودة قد ساهمت كثيرا في تصوير سطح المريخ بدقة عالية وأكدت وجود ظاهرة «الربيع الساخن» والتي يحتمل إن الحياة قد وجدت فيها ومن المحتمل وجود حفريات بها.

## اقرأ أيضاً
- ماء سائل خارج الأرض